# او-۲۵۳
زیردریایی یو-۲۵۳ (به انگلیسی: German submarine U-253) یک زیردریایی بود که طول آن ۶۷٫۱ متر (۲۲۰ فوت ۲ اینچ) بود. این زیردریایی در سال ۱۹۴۱ ساخته شد.